# Accademia Roveretana degli Agiati
Die Accademia degli Agiati di Scienze, Lettere ed Arti, kurz als Accademia degli Agiati bezeichnet, in Rovereto ist eine wissenschaftliche Gesellschaft mit sowohl geistes- als auch naturwissenschaftlicher Ausrichtung.

## Geschichte
Die Accademia degli Agiati wurde 1750 von Giuseppe Valeriano Vannetti, seiner Frau Bianca Laura Saibante, Francesco Saibante und den zwei Geistlichen Gottardo Antonio Festi und Giuseppe Felice Givanni in der damals unter Habsburger Herrschaft stehenden Stadt gegründet. Die erste Sitzung fand am 27. Dezember 1750 im Haus der Familie Saibante statt, in dem bereits vorher eine literarische Gruppe zusammentraf. Mit der Akademie wollte man das kulturelle Bedürfnis, des im 18. Jahrhundert durch den Seidenbau zu Wohlstand gekommenen Bürgertums Roveretos befriedigen und gleichzeitig die kulturelle Identität dieser Schicht fördern. Bereits in der ersten Hälfte des 18. Jahrhunderts hatte Girolamo Tartarotti versucht, das intellektuelle Leben der Stadt durch die Bildung von literarischen Gruppen zu fördern. Unter diesen Besuchern fanden sich auch die späteren Gründer der Akademie, die sich von der im 17. Jahrhundert in Rom gegründeten Accademia dell’Arcadia inspirieren ließen.
1753 wurde die Akademie von Kaiserin Maria Theresia  als Imperial Regia Accademia anerkannt und privilegiert. Zu den frühen Mitgliedern gehörten Scipione Maffei, großer Widersacher von Girolamo Tartarotti, weshalb Letzterer nie der Akademie beitrat, Carlo Goldoni und Laura Bassi. Clementino Vanetti, der Sohn von Giuseppe Valeriano und Bianca Laura Saibante, war gegen Ende des Jahrhunderts Sekretär der Akademie. 1813 wurde Antonio Rosmini aufgenommen, der das 1825 in Kraft gesetzte neue Statut der Akademie konzipierte und mehrmals zum Präsidenten gewählt wurde. 1834 begann die Mitgliedschaft von Alessandro Manzoni. Auch Antonio Fogazzaro und der Geowissenschaftler Torquato Taramelli gehörten zum Kreis der Mitglieder. Internationale Anerkennung fanden die Archäologen Federico Halbherr und Paolo Orsi, der Komponist Riccardo Zandonai und der Futurist Fortunato Depero.

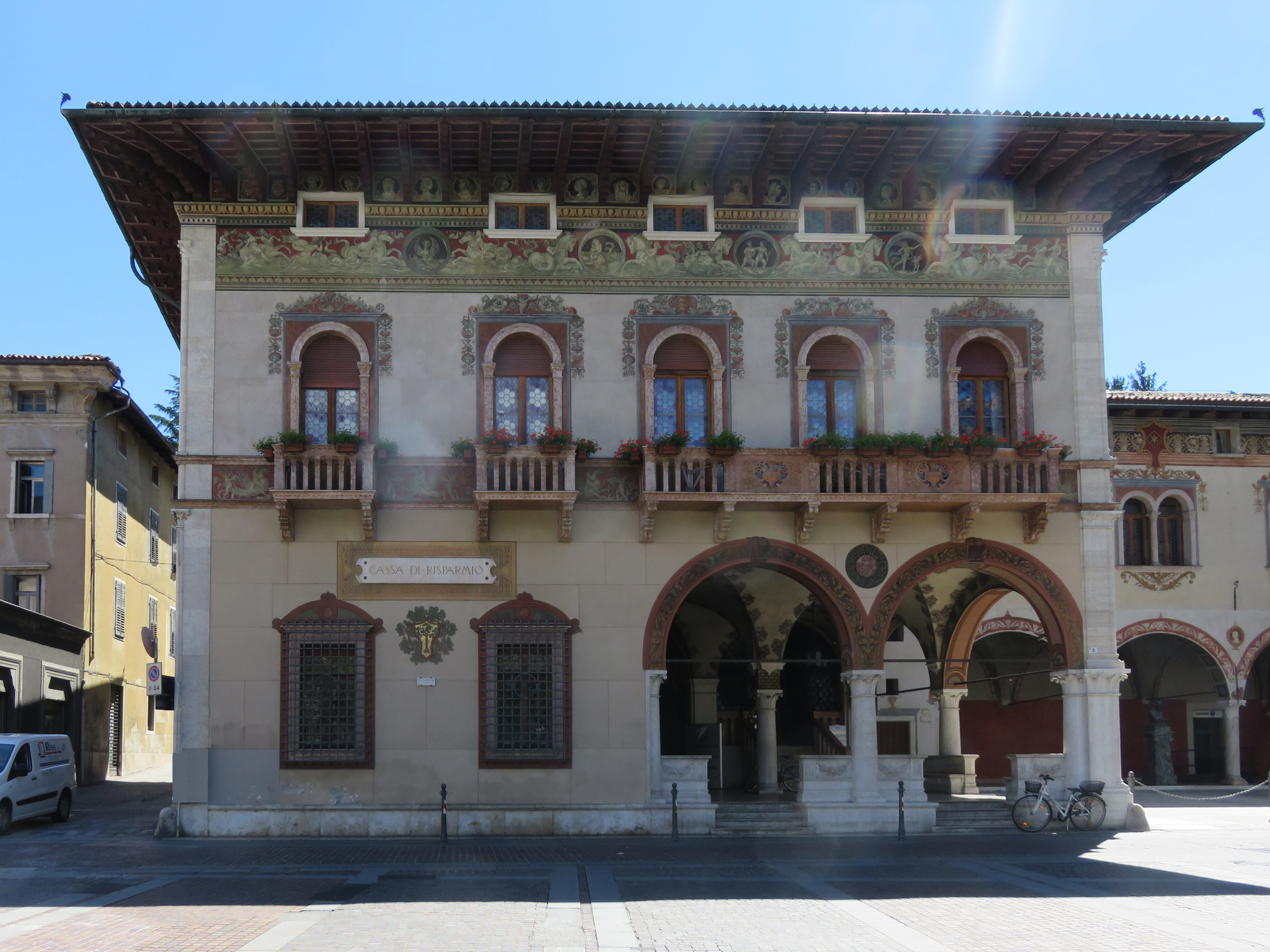
Der Palazzo der Fondazione Cassa di Risparmio di Trento e Rovereto, seit 2002 auch Sitz der Akademie.

1883 begann die regelmäßige Veröffentlichung der Atti dell'Accademia.
In der zweiten Jahrhunderthälfte vertraten die Mitglieder einen gemäßigten Irredentismus. Nach dem Ende des Ersten Weltkriegs und dem Anschluss des Trentino an das Königreich Italien wurden 1920 die von den Österreichern 1916 wegen Hochverrats hingerichteten Nationalhelden („Protomartiri della Grande Guerra“) Cesare Battisti, Damiano Chiesa und Fabio Filzi zu Ehrenmitgliedern der Akademie ernannt. 1926 folgte ihnen Benito Mussolini als Ehrenmitglied. Schon 1910 war der Sprachwissenschaftler Carlo Battisti, ebenfalls ein Trentiner, Mitglied geworden, der in Vittorio De Sicas Film Umberto D. 1952 die Hauptrolle spielen sollte. Beniamino Andreatta wurde 1968 korrespondierendes Mitglied, während der Maler Ernesto Giuliano Armani (1898–1986) im Jahr 1979 zum ordentlichen Mitglied gewählt wurde. Auch Norberto Bobbio zählte seit 1968 zu den korrespondierenden Mitgliedern, der Warenkundler und Politiker Giorgio Nebbia ab 1979, ebenso der Musikwissenschaftler Rudolph Angermüller seit 1995, der Altphilologe Luciano Canfora und der Althistoriker Hartmut Galsterer seit 1999.
Der Biologe Klaus Hellrigl ist seit 2000 ordentliches Mitglied der naturwissenschaftlichen Klasse.
Paolo Prodi, der Mitgründer des Istituto storico italo-germanico in Trient, ist ordentliches Mitglied seit 1974, der Südtiroler Kunsthistoriker Helmut Stampfer seit 1992,  der in Venedig lehrende Historiker Gherardo Ortalli und der Innsbrucker Josef Riedmann sind seit 1988 korrespondierende Mitglieder, Friederike Zaisberger seit 1996.
Ein starker regionaler Akzent bei der Auswahl der Mitglieder ist seit ihren Anfängen zu beobachten, daneben auch immer wieder zaghafte Versuche einer Europäisierung.